# Pedro Alfonso
Moshé Sefardí, posteriorment Pedro Alfonso (Osca, 1062? - 1140?), va ser un escriptor, teòleg i astrònom aragonès d'origen jueu i convertit al cristianisme el 1106.

## Biografia
Rabí i versat en matemàtiques i astronomia, va ser metge personal d'Alfons I d'Aragó, que va propiciar la seva conversió al cristianisme i el va protegir, i d'Enric I d'Anglaterra. Ha arribat fins a la posteritat el seu retrat gravat del  Liber Chronicarum cum figuris , un incunable de 1493 que descriu l'aparença física de diversos personatges històrics. És ell mateix qui ens subministra les escasses dades que tenim sobre la seva vida en el pròleg que va anteposar al seu  Dialogus contra iudaeos  (Diàleg contra els jueus). En ell conta la seva conversió al cristianisme i el seu baptisme, que va tenir lloc el 1106. Alfons I va estar present com a padrí. També ens informa del seu viatge a Anglaterra, on va ensenyar arts liberals i astronomia i ensinistrà Walcher, prior de Malvern, en les taules astronòmiques àrabs. També va tenir com a deixeble a Adelard de Bath. Es conjectura que va tornar a Saragossa cap a l'any 1121 i després d'aquesta data es creu que es va establir a Tudela.

## Anàlisi de la seva obra literària i científica

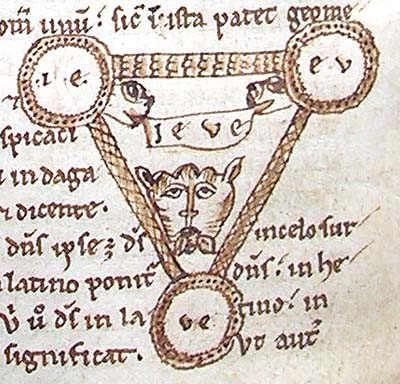
Il·lustració amb el tetragrama de l'obra de Pere Alfons Diàleg contra els jueus (h. 1109).

El seu  Dialogus contra iudaeos  va ser escrit després de 1106 i el seu origen probable és el de respondre al clam sorgit al call a causa de la seva conversió. En ell es va servir dels seus extensos coneixements de la Torà i de la literatura jueva per polemitzar contra els seus antics correligionaris utilitzant els seus mateixos arguments tot defensant la seva nova fe cristiana. També ataca, des d'un profund coneixement d'aquesta, els postulats de la religió islàmica. Altres escrits polèmics d'aquesta època (Pedro Abelardo, Pere el Venerable o Pere de Blois), a diferència del de Pedro Alfonso, pateixen de falta de comprensió de les argumentacions dels seus adversaris, ja que desconeixien el Talmud i l'hebreu. A més, l'obra de l'oscà respon a una sincera experiència personal i, davant del to agressiu d'altres polemistes, adopta una actitud conciliadora i didàctica.
Però la seva obra més difosa, és un popularíssim llibre d'apòlegs en llatí titulat  Disciplina clericalis  que va ser divulgat i traduït per tot Europa en tal manera que una seixantena autors de la novel·lística universal de tots els temps i totes les llengües cultes li deuen alguna cosa. Aquest llibre va suposar la primera font d'introducció a l'Europa cristiana de la narrativa oriental mitjançant dels seus 33 apòlegs presos de fonts àrabs i en última instància perses i hindús, així com de gran nombre de sentències morals, ja que aquests són els gèneres de què està format el llibre, que va compondre «part de proverbis dels filòsofs i els seus ensenyaments, part de proverbis i consells àrabs i de faules i versos, i part servint-me de les comparacions amb aus i animals». El material de les fonts que usa són agrupades de la manera següent:
- Pròleg sobre «del temor de Déu»
- 1. Vicis i virtuts de l'home
- 2. Relacions humanes
- 3. Relacions amb Déu i  brevitas vitae

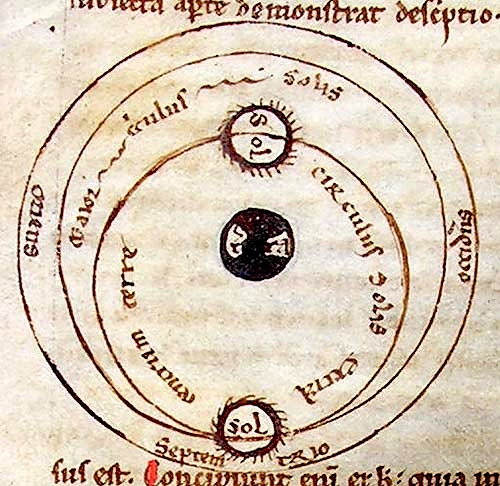
Il·lustració del Diàleg contra els jueus que mostra la rotació solar al voltant de la Terra.

Acaba el text reprenent la idea del pròleg i un epíleg que consisteix en una invocació a Déu. Molts d'aquests apòlegs van passar a  El comte Lucanor  de Don Juan Manuel. Al costat del  Sendebar , el  Calila i Dimna  i el  Llibre dels enxiemplos per ABC  constitueix un dels principals repertoris de la contística medieval i va ser editat per primera vegada el 1824, a França.
Pel que toca a la seva obra científica, els testimonis extrets dels seus erudits deixebles anglesos (Walcher o Adelardo) permeten associar-lo a la composició de dues obres:  de Dracó , que estudia el càlcul dels moviments dels astres, i  De astronomia , unes taules astronòmiques segons els calendaris àrab, persa i llatí, mitjançant les quals i amb l'ajuda d'un astrolabi era possible esbrinar, per primera vegada i amb exactitud, les posicions del sol, la lluna, els cinc planetes coneguts i els ascendents i descendents. L'obra va precedida d'una  Carta als peripatètics francesos , composta en forma epistolar en 1120 i important per l'anomenat Renaixement del segle XII, perquè destaca la importància de l'aritmètica, ciència útil per a la geometria, la música, la medicina, l'astronomia i els «negocis del segle». El seu enfocament és racionalista i recupera autoritats com Aristòtil i Ptolemeu.
Pedro Alfonso va traduir a més les taules astronòmiques d'Al-Juarismi i, juntament amb altres aragonesos com Abraham Ben Ezra i Abraham bar Hiyya, va contribuir a divulgar la ciència àrab a Occident, ja que va iniciar l'Europa cristiana en l'estudi de l'astronomia. D'altra banda, la seva apologia en defensa de l'Cristianisme contra l'islamisme i el judaisme, va ser utilitzada per teòlegs i predicadors de la Croada. La seva col·lecció de exempla Disciplina clericalis va introduir la contística d'origen oriental a tot Europa.
Com a curiositat també es pot dir que en un dels contes de Canterbury de Chaucer, se'l nombra repetidament, cosa que demostra que a l'Anglaterra del segle xv era respectat i conegut.

## Obra
- Dialogus contra iudaeos.
- Disciplina clericalis.
- de Dracó.

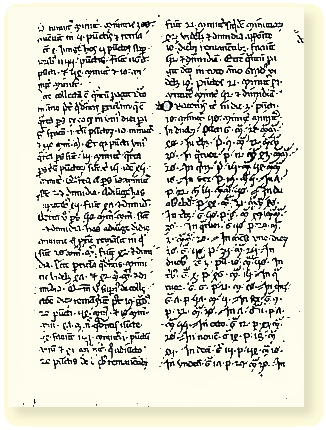
Manuscrit de Pere Alfons.

- D'Astronomia, obra que es troba en dos manuscrits, el Arundel (270, fol. 40V - 44r, segle xii) i el núm. 1283 del College Corpus Christi d'Oxford, tots dos estudiats i publicats pel professor Millás Vallicrosa.
- Carta als peripatètics francesos.